# Charles-Maurice Le Tellier
Pour les articles homonymes, voir Le Tellier.
Charles Maurice Le Tellier, né à Turin dans les États de Savoie (aujourd'hui en Italie) le 18 juillet 1642, et mort à Paris le 22 février 1710 est un homme d'Église français des XVIIe et XVIIIe siècles. Pair de France, il est archevêque-duc de Reims de 1671 à sa mort.

## Biographie

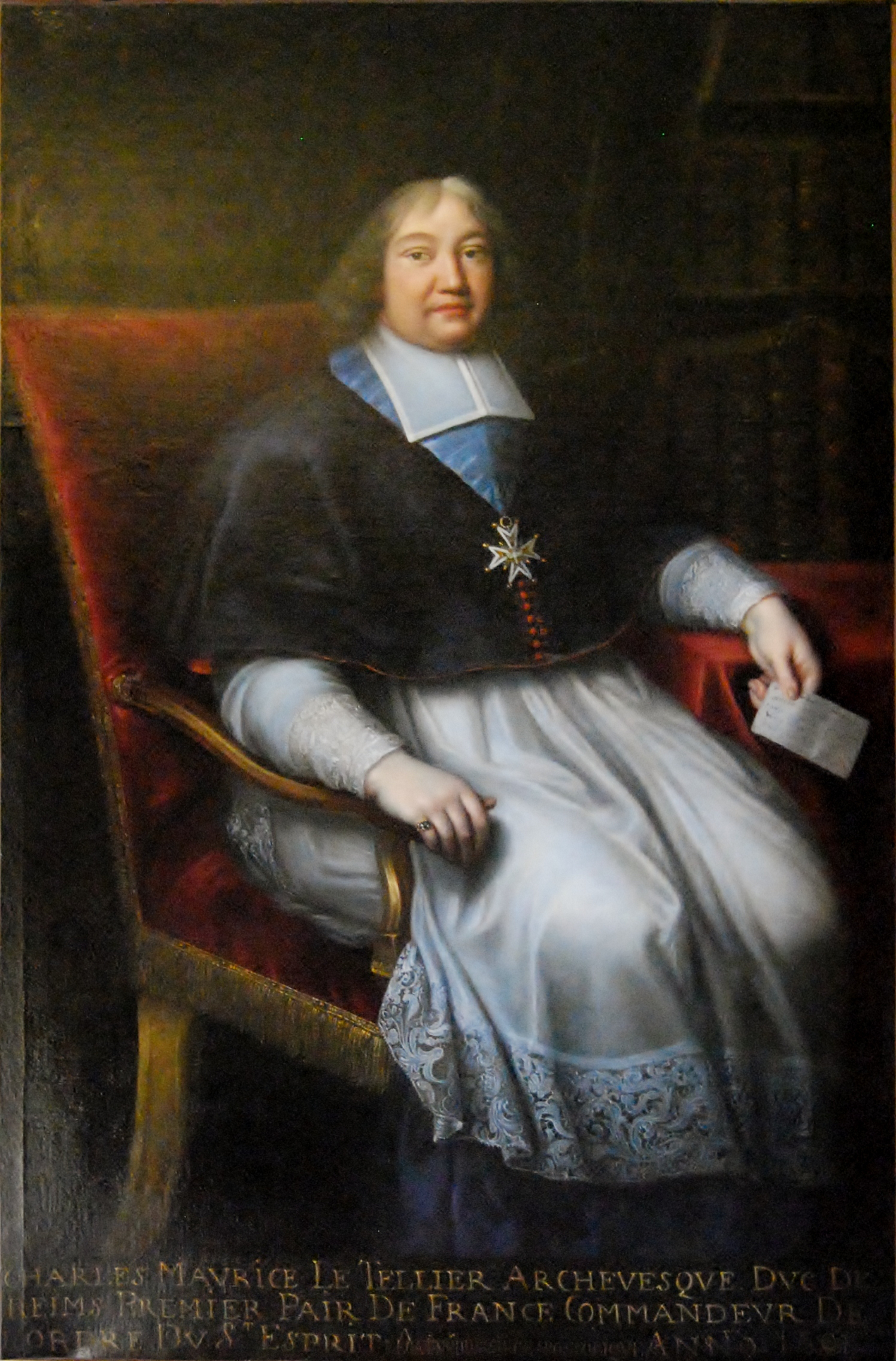
Portrait de Charles-Maurice Le Tellier par Pierre Mignard (1691).

Il est le fils du chancelier Michel Le Tellier et le frère de Louvois, tous deux ministres de Louis XIV. Destiné dès son plus jeune âge à entrer dans les ordres, il étudie la théologie et obtient son doctorat en théologie à la Sorbonne.
Le 10 septembre 1649, l'abbaye d'Eu lui est donnée en commende mais Roger de Lorraine la demande le lendemain et fait grand bruit auprès du cardinal Mazarin, qui lui aurait promis, obligeant le 13 février 1650, son père à le faire démissionner alors qu'il n'en avait pas encore pris possession.
Alors qu'il est âgé de seulement neuf ans, il devient le second abbé commendataire de l’abbaye de Daoulas, en Bretagne. Pourvu en 1651, il remet ladite abbaye entre les mains du roi en 1666, après en avoir joui pendant quinze ans. Il est ordonné prêtre en 1666. De 1668 jusqu'à sa mort, il est abbé commendataire de Saint-Étienne de Caen et de l'abbaye Saint-Bénigne de Dijon.
Il devient coadjuteur de l'évêque de Langres, puis de l'archevêque de Reims, Antonio Barberini (nommé le 8 juillet 1668). Confirmé à Reims le 3 septembre suivant, il est nommé le même jour archevêque titulaire (« in partibus ») de Nazianze et sacré le 11 novembre par l'archevêque de Reims assisté du cardinal du Camboust de Coislin et de  Michel Colbert de Saint-Pouange, évêque de Mâcon, qui est le cousin germain de Charles-Maurice Le Tellier.
Il est également le responsable de la Chapelle de Louis XIV, à savoir maître de la Chapelle royale dès 1665 jusqu'à sa mort. Donc il connaît celle de Saint-Germain-en-Laye, puis celle de Versailles, définitivement dès 1682.
Le 3 août 1671, alors qu'il n'est âgé que de vingt-neuf ans, il devient archevêque de Reims.
Le 9 avril 1678, il ordonne Jean-Baptiste de La Salle. Proviseur de la Sorbonne en 1695, il s'affirme comme l'un des plus grands bibliophiles d'Europe. À sa mort, la bibliothèque Sainte-Geneviève de Paris hérite de sa bibliothèque et en fait le socle de ses propres collections. On trouve à la bibliothèque Sainte-Geneviève un cabinet rassemblant les bustes des principaux membres de la famille Le Tellier, y compris celui de l'archevêque de Reims.
Il préside l'Assemblée du clergé de 1700.
Il meurt en février 1710, âgé de 67 ans. Il est inhumé dans le tombeau de son père, dans l'église Saint-Gervais à Paris.

## Lignée épiscopale
1. l'archevêque Charles-Maurice Le Tellier (1668)
2. Antonio Barberini (Jr.), O.S.Io.Hieros. (1655)
3. l'archevêque Giovanni Battista Scanaroli (1630)
4. Luigi Caetani (1622)
5. Ludovico Ludovisi (1621)
6. l'archevêque Galeazzo Sanvitale (1604)
7. Girolamo Bernerio, O.P. (1586)
8. Giulio Antonio Santorio (1566)
9. Scipione Rebiba

Il fut le principal consécrateur de :
- Jacques-Bénigne Bossuet, évêque de Condom (1670) ;
- Louis-Marie-Armand de Simiane de Gordes, évêque de Langres (1671) ;
- l'archevêque Jean-Baptiste-Michel Colbert de Saint-Pouange, évêque de Montauban (1675) ;
- Léonor II Goyon de Matignon, évêque de Lisieux (1677) ;
- Michel Cassagnet de Tilladet, évêque de Mâcon (1678) ;
- Claude Le Tonnelier de Breteuil, évêque de Boulogne-sur-Mer (1682) ;
- l'archevêque Jean-Baptiste-Armand Bazin de Besons, évêque d'Aire (1693) ;
- Pierre Sabatier, évêque d'Amiens (1707).